# الاتحاد الكويتي لكرة اليد
الاتحاد الكويتي لكرة اليد (بالإنجليزية Kuwait Handball Association والذي يُعرف اختصارًا بــ (KHA )، هو الهيئة الإدارية والرقابية لكرة اليد، وكرة اليد الشاطئية في دولة الكويت.
يعد اتحاد كرة اليد الكويتي عضوًا مؤسسًا في الاتحاد الآسيوي لكرة اليد (AHF) منذ عام 1970م، وعضوًا في الاتحاد الدولي لكرة اليد (IHF) منذ عام 1970م، وعضوًا مؤسسًا في الاتحاد العربي لكرة اليد منذ 1975م. تأسست رياضة كرة اليد في الكويت على يد الشيخ فهد الأحمد الجابر الصباح أحد أفراد آل الصباح، العائلة الحاكمة في دولة الكويت. وهو أيضًا أول رئيس لـلاتحاد الكويتي لكرة اليد.
تم تكوين أول مجلس إدارة للاتحاد في عام 1966م، وتم قبول الاتحاد باللجنة الأولمبية الكويتية في العام نفسه.

## أعضاء مجلس الاتحاد
- فؤاد عيسى البلوشي.................................... الرئيس
- شبيب سعد الهاجري................................... نائب الرئيس
- قايد حمود العدواني.................................... أمين السر العام
- خالد محمد علوم طالب ...............................أمين الصندوق
- عبد الله جاسم الذياب..................................نائب أمين السر
- مشعل عبد الله القبندي................................ نائب أمين الصندوق
- خالد عبد القدوس شاه زاده............................ عضو مجلس إدارة
- طلال زيد العتيبي...................................... عضو مجلس إدارة
- محمد ادهيلس المطيري............................... عضو مجلس إدارة
- مبارك عماش الديحاني................................ عضو مجلس إدارة
- ناصر سعد الدعاس................................... عضو مجلس إدارة

بالإضافة إلى مجموعة من اللجان العامة بالاتحاد، والتي تتمثل في:
1. اللجنة المالية برئاسة فؤاد عيسى البلوشي.
2. لجنة المدربين والمنتخبات الوطنية برئاسة قايد حمود العدواني.
3. لجنة المسابقات بقيادة شبيب سعد الهاجري.
4. اللجنة الفنية والتطوير برئاسة عبد الله جاسم الذياب.
5. لجنة استغلال الأراضي والمنشآت الرياضية برئاسة شبيب سعد الهاجري.
6. لجنة الحكام برئاسة هاني حسن ابل.
7. اللجنة الإعلامية والعلاقات العامة برئاسة ناصر سعد الدعاس.

## رؤساء الاتحاد الكويتي لكرة اليد[1]
| الترتيب    | الاسم                           | الفترة          |
| ---------- | ------------------------------- | --------------- |
| الأول      | الشيخ فهد الأحمد الجابر الصباح  | 1966 – ؟        |
| الثاني     | سالم اليماني                    | 1969 – 1970     |
| الثالث     | خالد الحربان                    | 1973 – 1976     |
| الرابع     | مهلي فرهود                      | 1980 – 1982     |
| الخامس     | الشيخ سالم الفهد                | 1982 – 1983     |
| السادس     | عبد المحسن العنزي               | 1983 – 1984     |
| السابع     | فريد العجيل                     | 1985 – 1986     |
| الثامن     | الشيخ طلال الخالد الأحمد الصباح | 1986 – 1987     |
| التاسع     | الشيخ سالم الفهد                | 1987 – 1988     |
| العاشر     | الشيخ أحمد الفهد الأحمد الصباح  | 1988 – 1989     |
| الحادي عشر | ناصر صالح بو مرزوق              | 1991 – 2023     |
| الثاني عشر | أحمد خليفة راشد الشحومي         | 2023 - 2024     |
| الثالث عشر | فؤاد عيسى مطر البلوشي           | 2024 - حتى الآن |

## المنتخبات الوطنية
- منتخب الكويت لكرة اليد للرجال
- منتخب الكويت الوطني لكرة اليد للناشئين
- منتخب الكويت للشباب لكرة اليد
- منتخب الكويت لكرة اليد للسيدات
- منتخب الكويت للسيدات لكرة اليد للناشئين
- منتخب الكويت للشباب لكرة اليد

## المسابقات التي تم استضافتها
- بطولة آسيا لكرة اليد للرجال 2020م
- بطولة آسيا للأندية الرجالية لكرة اليد 2018م
- بطولة آسيا للأندية الرجالية لكرة اليد 2007م
- دورة ألعاب غرب آسيا 2002م
- بطولة آسيا للأندية الرجالية لكرة اليد 2000م
- بطولة آسيا لكرة اليد للرجال 1995
- بطولة آسيا لكرة اليد للرجال 1977

## الأعضاء المنتسبين
| - النادي العربي (الكويت) - نادي برقان - نادي الفحيحيل - نادي الجهراء - نادي كاظمة - نادي خيطان - نادي الكويت - نادي النصر (الكويت) | - نادي القادسية (الكويت) - نادي القرين - نادي الساحل (الكويت) - نادي السالمية - نادي الشباب (الكويت) - نادي الصليبخات - نادي التضامن (الكويت) - نادي اليرموك (الكويت) |

## انجازات الاتحاد[1]
- فوز المنتخب الوطني الكويتي لكرة اليد بكأس آسيا أربع مرات: 1995م بالكويت، 2002 في إيران، 2004 في قطر، 2007م في تايلاند.
- المشاركة في كأس العالم لكرة اليد أعوام: 1982(ألمانيا)، 1995 (آيسلندا)، 1999 (مصر)، 2001 (فرنسا)، 2003 (البرتغال)، 2005 (تونس)، 2007 (ألمانيا)، 2009 (كرواتيا)، 2025 (كرواتيا-الدنمارك-النرويج)
- مشاركة منتخب الشباب في كأس العالم أعوام: 1983 (فنلندا)، 1987 (يوغوسلافيا)، 1997 (السويد)، 2001 (سويسرا)، 2003 (البرازيل)، 2005 (المجر)، 2007 (مقدونيا)، 2009 (مصر).
- فوز منتخب الشباب في كأس آسيا خمس مرات، عام 2000 في إيران، عام 2002 في تايلاند، 2004 في الهند، 2006 في اليابان، 2008 في الأردن.

## روابط خارجية
- الموقع الرسمي